# Diplomatieke crisis Qatar

Qatar en de omliggende regio

De diplomatieke crisis in Qatar begon 5 juni 2017, toen meerdere landen plots al hun diplomatieke banden met Qatar verbraken.
De eerste landen die hun diplomatieke banden met de Golfstaat verbraken waren Saoedi-Arabië, de Verenigde Arabische Emiraten (VAE), Bahrein en Egypte. Zij stelden namelijk dat Qatar zorgt voor onrust in de regio en daarnaast terroristische groeperingen, zoals Hamas, Al-Qaida en de Egyptische Moslimbroederschap, steunt. Kort daarna besloten ook Jemen, de regering van Oost-Libië, en de Maldiven geen diplomatieke banden meer met Qatar te onderhouden.
Door deze gebeurtenissen is Qatar fysiek geïsoleerd geraakt. Voornamelijk door het feit dat Saoedi-Arabië, Bahrein, en de VAE hun verbindingen verbroken hebben met Qatar heeft hiertoe bijgedragen. Daarnaast is het zo dat Qatar voor voedsel grotendeels van deze landen afhankelijk was, maar nu juist door hen geboycot wordt.
De emir van Koeweit heeft destijds aangekondigd te bemiddelen tussen de landen. Ook Turkije doet een poging te bemiddelen, en heeft samen met Iran haar luchtruim opengesteld voor meer vluchten. Turkije, Marokko en Iran hebben ook laten weten dat zij bereid zijn voedsel naar Qatar te verschepen.
Gedurende de boycot was Oman een neutrale speler binnen de omliggende landen. Veel goederen en materieel dat vanuit bijvoorbeeld de VAE naar Qatar moest komen, ging via een omweg door het eerst naar Oman te vervoeren, daar de papieren bij te werken zodat het uit Oman lijkt te komen, en vervolgens door te voeren naar Qatar.
Een soortgelijke wijze werd gehanteerd om van Qatar naar één van de omliggende landen te reizen, door eerst naar Oman te vliegen en van daar door te vliegen naar het volgende land. Er zijn destijds door de vliegtuigmaatschappij Salam Air op dagelijkse basis tickets aangeboden waarbij het vliegtuig landt in Oman, de passagiers niet eens uit hoefden te stappen, om vervolgens weer verder te gaan naar het volgende land.
Ondanks dat alle banden waren verbroken, zijn er nog altijd producten rechtstreeks verhandeld tussen de landen die als essentieel werden gezien. Hier zijn verder geen officiele bronnen voor, maar is in de sectoren algemeen bekend. Zo werd bijvoorbeeld nog altijd gabbro, voor de beton industrie, rechtstreeks uit VAE aan Qatar verkocht, en andersom zijn de gasleveringen van Qatar naar VAE blijven doorgaan.

## Gestelde eisen
De landen die de boycot hebben opgeworpen stelde een lijst van 13 eisen aan Qatar waar aan voldaan moest worden. Qatar heeft dit altijd officieel afgewezen.

## Einde van de diplomatieke crisis
Inmiddels is de diplomatieke crisis ten einde gekomen. Begin 2021, op 5 januari, zijn de gesprekken tussen de landen officiel hervat om tot een einde van de crisis te komen. Sindsdien zijn de grenzen opnieuw geopend, al is, mede door de corona-crisis, vervoer over land nog altijd veel ingewikkelder dan per vliegtuig/schip.